# Fritz Bieligk
Fritz Bieligk (* 26. Oktober 1893 in Freiberg; † 1967) war ein deutscher Journalist und Politiker (SPD).

## Leben
Bieligk absolvierte eine Grafikerlehre und begann später eine journalistische Tätigkeit. 1908 wurde er Mitglied der Arbeiterjugendbewegung und 1911 trat er der SPD bei. Seinem Militärdienst im Jahr 1913 folgte die Teilnahme am Ersten Weltkrieg.
1919 wurde Bieligk Redakteur der Volkszeitung für Südwestsachsen der USPD Plauen, wo er während des Kapp-Putsches Vorsitzender des Arbeiter- und Soldatenrates war. Nach seiner Rückkehr zur SPD war er Chefredakteur der Volkszeitung für das Vogtland und Mitglied der sächsischen Parteileitung. 1928 arbeitete er als politischer Redakteur der Leipziger Volkszeitung. Zwischen 1927 und 1931 gehörte er zur sozialdemokratischen Linken um die Klassenkampf-Gruppe und war wie Paul Levi Mitarbeiter des linkssozialistischen Organs „Der Klassenkampf“. Nach der Abspaltung der  Sozialistische Arbeiterpartei Deutschlands im Jahr 1931 gehörte er unter anderem zusammen mit Karl Böchel zu den in der SPD verbleibenden Linken, die ab November 1931 die Zeitschrift „Marxistische Tribüne“ herausgaben. Bis zur Einstellung der Zeitschrift im Juni 1932 war er Mitarbeiter. 1931 war er außerdem Mitwirkender beim Verfassen des Buches „Die Organisation im Klassenkampf: Die Probleme der politischen Organisation der Arbeiterklasse“, das in der Reihe „Rote Bücher der Marxistischen Büchergemeinde“ erschien.
Von 1933 bis 1934 war Bieligk im Konzentrationslager Sachsenburg. In der Folge emigrierte er in die Tschechoslowakei. In Prag schloss er sich den Revolutionären Sozialisten Deutschlands an und war Mitverfasser von deren Programmschrift „Der Weg zum sozialistischen Deutschland; eine Plattform für die Einheitsfront. Zur Diskussion gestellt von einem Arbeitskreis revolutionärer Sozialisten.“ 1937 oder 1938 floh er nach Schweden, von dort 1940 über Norwegen nach London. Er gehörte in London zu den Gründern der Verlagsgesellschaft „Fight for Freedom Editorial and Publishing Services, Ltd.“. Diese entstand mit Unterstützung von maßgeblichen Labour-Politikern sowie nationalen und internationalen Gewerkschaftern im Januar 1942 als publizistisches Sprachrohr der Vansittartisten im deutschen Exil. Am 2. März 1942 unterzeichnete er mit Curt Geyer, Carl Herz, Walter Loeb, Kurt Lorenz und Bernhard Menne ein Manifest, dass der sozialdemokratischen Arbeiterbewegung Mitschuld am Aufkommen des Nationalsozialismus zuwies und die Existenz einer nennenswerten Opposition in Deutschland leugnete. In der Folge wurde er im Juni 1942 aus der Landesgruppe deutscher Gewerkschafter ausgeschlossen.
Ende der 1950er Jahre kehrte Bieligk, der sich aus der Politik zurückgezogen hatte, nach Deutschland zurück.